# Ленинская Скала
Ленинская Скала (до 1921 года Петровская Скала, также Скала; укр. Ленінська Скеля) — исчезнувшее село в Ленинском районе Республики Крым, располагавшееся в центре района и Керченского полуострова, примерно в 1,5 км к северу от современного села Ленинское.

## История
Поселение возникло при Петровских каменоломнях. Известно, что в 1880 году «при селе Петровское» действовала каменоломня Зяблова, на которой добывалось 4500 штук пиленого камня и 10 кубических саженей бутового камня, но был ли это тот самый карьер неясно. Считается, что добыча камня-известняка в этом месте началась по воле поселившегося в соседнем, тогда ещё Покровском, генерал-лейтенанта Петра Ладинского, а подземные велись с 1890-х годов. Тогда же, в материалах переписи 1897 года, впервые в доступных источниках встречается ещё безымянная каменоломня. По Статистическому справочнику Таврической губернии. Ч.II-я. Статистический очерк, выпуск пятый Феодосийский уезд, 1915 год, на хуторе Петровская Скала Петровской волости Феодосийского уезда, числилось 9 дворов (8 дворов с землёй, 1 — безземельный) с татарским населением в количестве 42 человека приписных жителей и 4 «посторонних», из которых 24 мужчины и 22 женщины. Жители владели 70 десятинами земли. В хозяйствах имелось 12 лошадей, 4 вола, 8 коров и 20 голов овец, свиней, или коз.
Во время Гражданской войны, в середине марта 1919 года, в Петровских каменоломнях был создан партизанский отряд, в большинстве из жителей Петровского. Командиром стал Степан Ануфриевич Кацелов, работавший в Петровском машинистом паровой молотилки. В начале апреля 1919 года отряд провёл несколько операций (боёв) на улицах Петровского, затем белые начали штурм катакомб. В одном из боёв погиб Кацелов, а к 30 апреля 1919 года партизанский отряд был ликвадирован.
После установления в Крыму Советской власти, по постановлению Крымревкома, 25 декабря 1920 года был образован Керченский (степной) уезд, а, постановлением ревкома № 206 «Об изменении административных границ» от 8 января 1921 года была упразднена волостная система и село вошло в состав Петровского района Керченского уезда, а в 1922 году уезды получили название округов. На карте Крымского статистического управления 1922 года селение подписано, как Скала Петровская. 11 октября 1923 года, согласно постановлению ВЦИК, в административное деление Крымской АССР были внесены изменения, в результате которых округа были отменены, Петровский район упразднили, влив в Керченский район. Согласно Списку населённых пунктов Крымской АССР по Всесоюзной переписи 17 декабря 1926 года, в селе Ленинская Скала (она же Петровская Скала), Ленинского сельсовета Керченского района, числилось 10 дворов, из них 9 крестьянских население составляло 52 человека, все татары. Постановлением ВЦИК «О реорганизации сети районов Крымской АССР» от 30 октября 1930 года (по другим сведениям 15 сентября 1931 года) Керченский район упразднили и село включили в состав Ленинского. По данным всесоюзной переписи населения 1939 года в селе проживало 20 человек. На километровой карте Генштаба Красной армии 1941 года в селе Скала обозначено 12 дворов.
В 1944 году, после освобождения Крыма от фашистов, согласно постановлению ГКО № 5859 от 11 мая 1944 года, 18 мая крымские татары были депортированы в Среднюю Азию. С 25 июня 1946 года село в составе Крымской области РСФСР. Исключена из учётных данных в 1948—1950 году.